# Carburo di tantalio
I carburi di tantalio (TaC) formano una famiglia di composti binari del tantalio e del carbonio con la formula empirica {\displaystyle {\ce {TaC_{x}}}}, dove {\displaystyle {\ce {x}}} varia solitamente tra 0,4 e 1. Sono materiali ceramici estremamente duri, fragili e refrattari con conduttività elettrica metallica. Appaiono come polveri grigio-marrone, che di solito vengono lavorate mediante sinterizzazione.
Essendo importanti materiali cermet, i carburi di tantalio sono utilizzati commercialmente nelle punte degli utensili da taglio e talvolta vengono aggiunti alle leghe di carburo di tungsteno.
I punti di fusione dei carburi di tantalio raggiungono il picco a circa 3880 °C a seconda della purezza e delle condizioni di misurazione; questo valore è tra i più alti per i composti binari. Solo il carburo di afnio di tantalio può avere un punto di fusione leggermente più alto di circa 3942 °C, mentre il punto di fusione del carburo di afnio è paragonabile a quello dei carburi di tantalio. 

## Preparazione
Le polveri di TaCx della composizione desiderata vengono preparate riscaldando una miscela di polveri di tantalio e grafite sotto vuoto o in atmosfera di gas inerte (argon). Il riscaldamento viene eseguito a una temperatura di circa 2000 °C utilizzando un forno o un impianto di fusione ad arco.  Una tecnica alternativa è la riduzione del pentossido di tantalio (Ta2O5) mediante carbonio nel vuoto o in atmosfera di idrogeno a una temperatura di 1500–1700 °C. Questo metodo è stato utilizzato per ottenere il carburo di tantalio nel 1876, ma non ha il controllo sulla stechiometria del prodotto. La produzione di carburo di tantalio direttamente dagli elementi è stata segnalata attraverso sintesi autopropaganti ad alta temperatura (SHS).

## Struttura cristallina

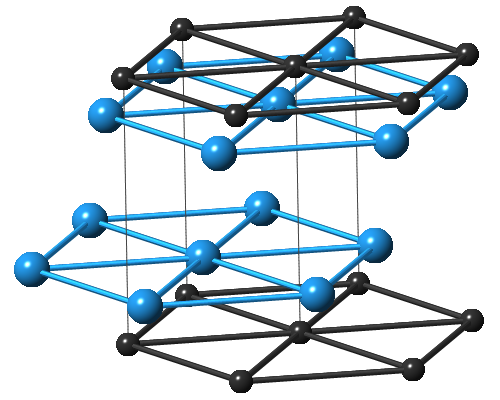
\beta -TaC_{0,5} con la cella unitaria, il colore blu rappresenta il tantalio.

I composti TaCx hanno una struttura cristallina cubica (salgemma) per {\displaystyle {\ce {x = 0,7-1,0}}} e il parametro reticolare aumenta con {\displaystyle {\ce {x}}}. TaC0,5 ha due principali forme cristalline. Quello più stabile ha una struttura trigonale di tipo anti-ioduro di cadmio, che per riscaldamento a circa 2000 °C si trasforma in un reticolo esagonale senza ordine a lungo raggio per gli atomi di carbonio.
| Formula | Simmetria | Tipo      | Simbolo di Pearson | Gruppo spaziale | n°  | Z  | {\displaystyle \rho } (g/cm3) | a (nm) | c (nm) |
| ------- | --------- | --------- | ------------------ | --------------- | --- | -- | ----------------------------- | ------ | ------ |
| TaC     | Cubica    | NaCl      | cF8                | Fm3m            | 225 | 4  | 14,6                          | 0,4427 |        |
| TaC0.75 | Trigonale |           | hR24               | R3m             | 166 | 12 | 15,01                         | 0,3116 | 3      |
| TaC0.5  | Trigonale | anti-CdI2 | hP3                | P3m1            | 164 | 1  | 15,08                         | 0,3103 | 0.4938 |
| TaC0.5  | Esagonale |           | hP4                | P63/mmc         | 194 | 2  | 15,03                         | 0,3105 | 0,4935 |

Qui Z è il numero di unità della formula per cella unitaria, {\displaystyle \rho } è la densità calcolata dai parametri del reticolo. 

## Proprietà
Il legame tra il tantalio e gli atomi di carbonio nei carburi di tantalio è una miscela complessa di contributi ionici, metallici e covalenti e, a causa della forte componente covalente, questi carburi sono materiali molto duri e fragili. Ad esempio, il carburo di tantalio ha una microdurezza di 1600–2000 kg/mm2 (~9 Mohs) e un modulo di elasticità di 285 GPa, mentre i valori corrispondenti per il tantalio sono 110 kg/mm2 e 186 GPa. La durezza, lo snervamento e lo sforzo di taglio aumentano con il contenuto di carbonio in TaCx.
I carburi di tantalio hanno una conduttività elettrica metallica, sia in termini di grandezza che di dipendenza dalla temperatura. Il carburo di tantalio è un superconduttore con una temperatura critica relativamente alta di {\displaystyle T_{C}=10,35\,\mathrm {K} }.
Le proprietà magnetiche dei TaCx cambiano da diamagnetiche per {\displaystyle x\leq 0,9} a paramagnetiche per valori di {\displaystyle x} maggiori. Per i carburi di afnio (HfCx) si osserva un comportamento inverso (transizione para-diamagnetica con {\displaystyle x} crescente), nonostante abbia la stessa struttura cristallina dei carburi di tantalio.

## Applicazione
Il carburo di tantalio è ampiamente utilizzato come additivo per la sinterizzazione nelle ceramiche ultra refrattarie (UHTC) o come rinforzo ceramico nelle leghe ad alta entropia (HEA) grazie alle sue eccellenti proprietà fisiche in termini di punto di fusione, durezza, modulo elastico, conduttività termica, resistenza allo shock termico e stabilità chimica, che lo rendono un materiale desiderabile per aerei e razzi nelle industrie aerospaziali.
È stata sintetizzata la matrice ceramica SiBCN con aggiunta di carburo di tantalio mediante lega meccanica in aggiunta a metodi di sinterizzazione reattiva per pressatura a caldo, in cui le polveri di nitruro di boro (BN), grafite e carburo di tantalio sono state miscelate con macinazione a sfere e sinterizzate a 1900 °C per ottenere compositi SiBCN-TaC. Per la sintesi, il processo di macinazione a sfere ha affinato le polveri di carburo di tantalio fino a 5 nm senza reagire con altri componenti, consentendo di formare agglomerati composti da cluster sferici con un diametro di 100 nm-200 nm. L'analisi TEM ha mostrato che il carburo di tantalio è distribuito casualmente sotto forma di nanoparticelle con dimensioni di 10-20 nm all'interno della matrice o distribuito nel nitruro di boro con dimensioni inferiori di 3-5 nm. Di conseguenza, il composito con l'aggiunta del 10% in peso di carburo di tantalio ha migliorato la tenacità alla frattura della matrice, raggiungendo 399,5 MPa rispetto ai 127,9 MPa della ceramica SiBCN incontaminata. Ciò è dovuto principalmente alla mancata corrispondenza dei coefficienti di espansione termica tra il carburo di tantalio e la matrice ceramica SiBCN. Poiché il carburo di tantalio ha un coefficiente di espansione termica maggiore di quello della matrice SiBCN, le particelle di carburo di tantalio sopportano lo stress da trazione mentre la matrice sopporta lo stress da trazione in direzione radiale e lo stress da compressione in direzione tangenziale Q.
Un'altra ricerca ha sintetizzato una nuova matrice refrattaria MoNbRe0,5W(TaC)x HEA utilizzando la fusione ad arco sotto vuoto. I modelli ricavati con la cristallografia a raggi X hanno mostrato che il materiale risultante è composto principalmente da una singola struttura cristallina cubica a corpo centrato nella lega di base MoNbRe0,5W e un carburo di tipo multicomponente (MC) di (Nb, Ta, Mo, W)C per formare una struttura eutettica lamellare, con la quantità di fase MC proporzionale all'aggiunta di carburo di tantalio. L'analisi TEM ha mostrato che l'interfaccia lamellare tra la fase cubica a corpo centrato e la fase MC presenta una morfologia liscia e sinuosa che mostra un buon legame senza dislocazioni disadattate del reticolo. Di conseguenza, la dimensione del grano diminuisce con l'aumento dell'aggiunta di carburo di tantalio che migliora lo stress di snervamento spiegato dall'equazione di Petch-Hall. La formazione della struttura lamellare è dovuta al fatto che a temperatura elevata, la reazione di decomposizione avviene nei compositi MoNbRe0,5W(TaC)x:
{\displaystyle \mathrm {(Mo,Nb,W,Ta)2C\to (Mo,Nb,W,Ta)+(Mo,Nb,W,Ta)C} }
in cui il renio (Re) è disciolto in entrambi i componenti per aggregare prima la fase cubica a corpo centrato e poi la fase MC, secondo i diagrammi di fase. Inoltre, la fase MC migliora anche la resistenza dei compositi, grazie alla sua proprietà più rigida ed elastica rispetto alla fase cubica a corpo centrato.
È stato inoltre sintetizzato cermet a base di Ti(C,N) con aggiunta di carburo di tantalio con macinazione a sfere e sinterizzazione a 1683 K. L'analisi TEM ha mostrato che il carburo di tantalio aiuta la dissoluzione della fase di nitruro di carbonio e si converte in fase legante TaC. Il risultato è la formazione di una struttura "cerchio nero-nucleo bianco" con granulometria decrescente nella regione del 3-5% in peso di aggiunta di carburo di tantalio e aumento della resistenza alla rottura trasversale (TRS). La regione dello 0-3% in peso di carburo di tantalio ha mostrato una diminuzione della TRS perché l'aggiunta di carburo di tantalio riduce la bagnabilità tra il legante e la fase di nitruro di carbonio, e crea pori. Un'ulteriore aggiunta di carburo di tantalio oltre il 5% in peso riduce anche la TRS perché il carburo di tantalio si agglomera durante la sinterizzazione e si forma nuovamente la porosità. La miglior TRS si trova con un'aggiunta del 5% in peso, dove si ottengono grani fini e microstruttura omogenea per un minore scorrimento del bordo del grano. 

## In natura
Il tantalcarbide è una forma naturale del carburo di tantalio. È un minerale cubico, estremamente raro.